# Sviňucha černá
Sviňucha černá (Phocoena spinipinnis) je druh menšího kytovce z čeledi sviňuchovití, který se přirozeně vyskytuje v pobřežních vodách Jižní Ameriky od Ohňové země po Peru na západě a jižní Brazílii na východě. 

## Systematika
Druhové jméno spinipinnis pochází z latinského spina („hrbolek“) a pinna („hřeben“, „ploutev“), ve volném překladu tedy „s hrbolatou ploutví.“ To odkazuje na několik řad malých hrbolků na přední hraně hřbetní ploutve.

## Popis
Dospělci váží kolem 105 kg. Samci měří 1,4–2 m, samice kolem 1,35–1,8 m. Jedná se o robustně působícího, přesto poměrně malého kytovce s tmavým tělem a světle šedým až bílým břichem. Hlava je tupá s mírně vyčnívajícím zobákem s tmavšími rty. Kolem tmavých očí se nachází tmavé kulaté skvrny. Unikátní hřbetní ploutev vystupuje jen nízko nad hřbet a je trojúhelníková a nakloněná dozadu. Je posazena poměrně dalece v zadní části hřbetu. Přední hrana hřbetní hřbetní ploutve mívá 2–7 řad malých hrbolků. Prsní ploutve jsou vzhledem k tělu velké, od jejich báze k tlamě vede světlý tenký proužek, který je nicméně špatně znatelný v terénu. Horní čelist ukrývá 20–46 zubů, spodní 28–46.

## Areál rozšíření a populace
Areál výskytu sviňuchy černé sahá od Ohňové země daleko na sever – na tichomořské straně až do severního Peru (~5° j. š.) a na atlantské straně do jižní Brazílie (~28° j. š.). Stanoviště druhu tvoří pobřežní vody kontinentálních šelfů, spíše výjimečně může zaplout až 50 km od břehu a do moří do hloubek 1000 m. Obývá vody o teplotách mezi 3–19,5 °C. Vyskytuje se patrně v malých populačních hustotách.

## Biologie
O biologii druhu je známo minimum informací. Může se vyskytovat ve skupinkách typicky do 8 jedinců, avšak byly zaznamenány i větší agregace do 70 sviňuch. V terénu je sviňuchu černou poměrně těžké zahlédnout, jelikož při vynořování takřka nezvlní vodní hladinu, má velmi nízkou hřbetní ploutev, nad hladinou se příliš neprojevuje a je velmi plachá, takže v případě přiblížení lodi rychle odplouvá.
V Peru dochází k vrhům nejčastěji koncem léta a na podzim. Březost trvá 11–12 měsíců. Mládě je při narození velké kolem 86 cm. Sviňucha černá se živí pelagickými druhy ryb (ančovičky, štikozubcovití aj.), hlavonožci i krevetami. Doba ponorů se pohybuje v rozmezích pouze 1–3 minuty.

## Ohrožení
Mezinárodní svaz ochrany přírody (IUCN) druh hodnotí druh jako téměř ohrožený. Ohrožení druhu představují hlavně místní rybáři, kteří především v Peru sviňuchy černé cíleně harpunují na maso pro lidskou konzumaci nebo pro návnadu na ryby a žraloky, jako je žralok modrý nebo mako. Z ostatních zemí nepochází podrobnější data, avšak je možné, že cílený lov sviňuch černých nastává i v jiných zemích než Peru. Vedle cíleného lovu dochází i k nechtěným odchytům, během kterých se sviňuchy mohou snadno zamotat do rybářských sítí a utonout. Nejméně od 70. let 20. století až do počátku 90. let docházelo k cíleným lovům menších kytovců včetně sviňuch černých v jižní Argentině a jižním Chile kolem Ohňové země. Maso kytovců totiž sloužilo jako levná návnada na velké desetinožce (převážně Lithodes santolla a Paralomis granulosa). 